# بکت (سروستان)
بُکَتْ، روستایی از توابع بخش کوهنجان شهرستان سروستان در استان فارس ایران است.

## جمعیت
این روستا در دهستان مهارلو قرار دارد و براساس سرشماری مرکز آمار ایران در سال ۱۳۸۵، جمعیت آن ۶۶۴ نفر (۱۶۴خانوار) بوده‌است.